# Foglerz

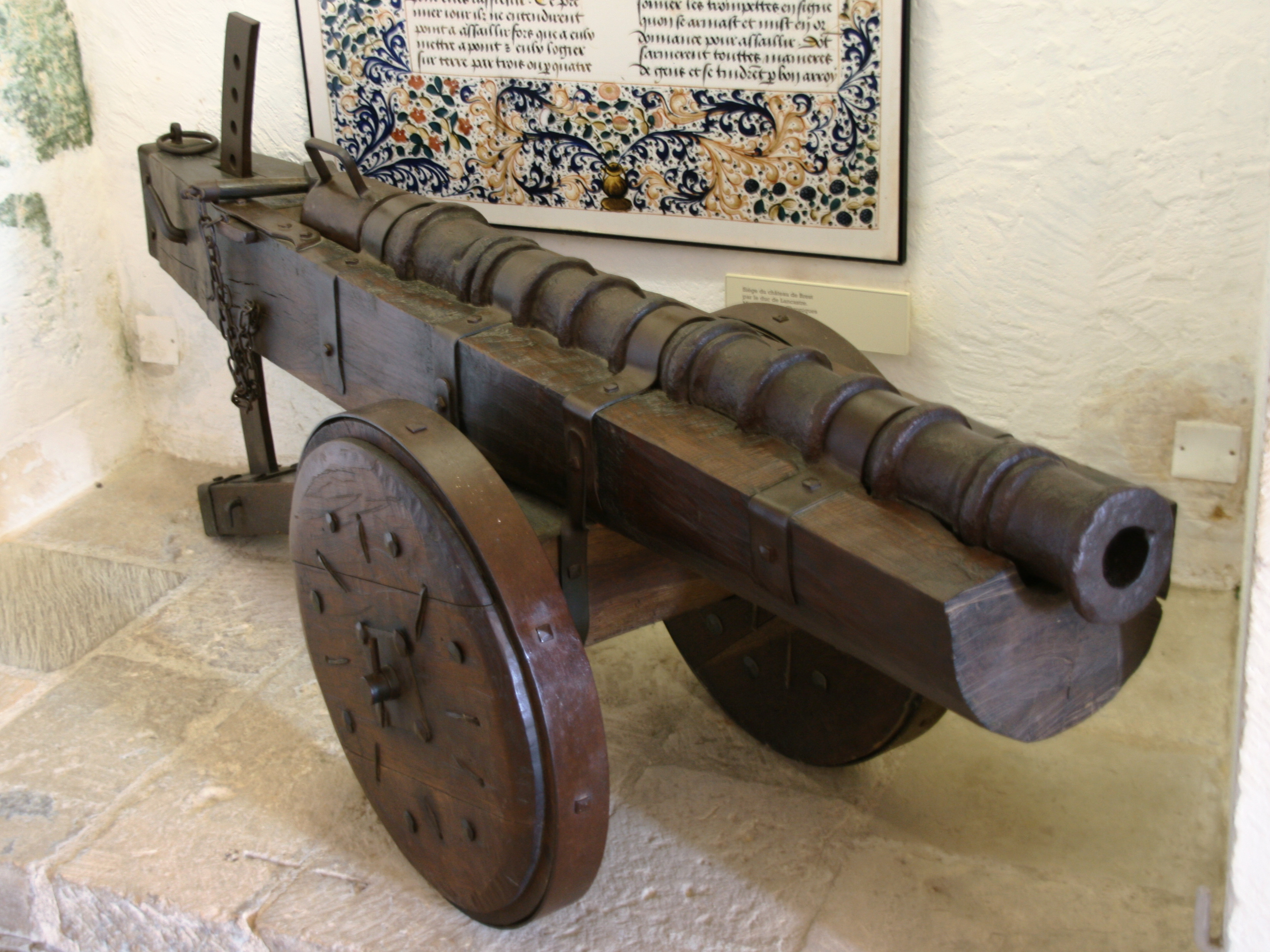
Francuski foglerz z XV wieku

Foglerz (foglar, foglarz) (z fr. veuglaire, od aveugler – zaślepiać, zatykać otwór) – lekkie działo odtylcowe używane w końcu XV i w XVI wieku.
Strzelało kulami ołowianymi i używano go przede wszystkim do obrony zamków i murów miejskich. Jego specyficzną cechą było zastosowanie 4-5 prochownic (wymiennych komór z ładunkami prochowymi), które przed odpaleniem kolejno umieszczano w specjalnym wyżłobieniu w tylnej dennej części lufy. Zaletą foglerza była zwiększona szybkostrzelność w porównaniu z innymi ówczesnymi działami. Poważną wadę stanowiło natomiast nieszczelne dopasowanie prochownicy, powodujące uchodzenie gazów prochowych, a w konsekwencji – istotne zmniejszenie siły wyrzutu (prędkości początkowej) pocisku. 
Niedostatek ten sprawił, że okres stosowania foglerzy był stosunkowo krótki. Do pomysłu podobnych szybkostrzelających działek odtylcowych usiłowano powrócić w XVIII wieku, jednak bez większego powodzenia. Wiadomo, iż w trakcie powstania kościuszkowskiego w 1794 stosowano przez krótki czas śmigownice o konstrukcji podobnej do foglerza.